# Келдонк
Келдонк (нід. Keldonk) — село в нідерландській провінції Північний Брабант. Входить до муніципалітету Меєрейстад.
Його площа — 6,26 км², а населення станом на 2021 рік становило 1030 осіб.

## Галерея

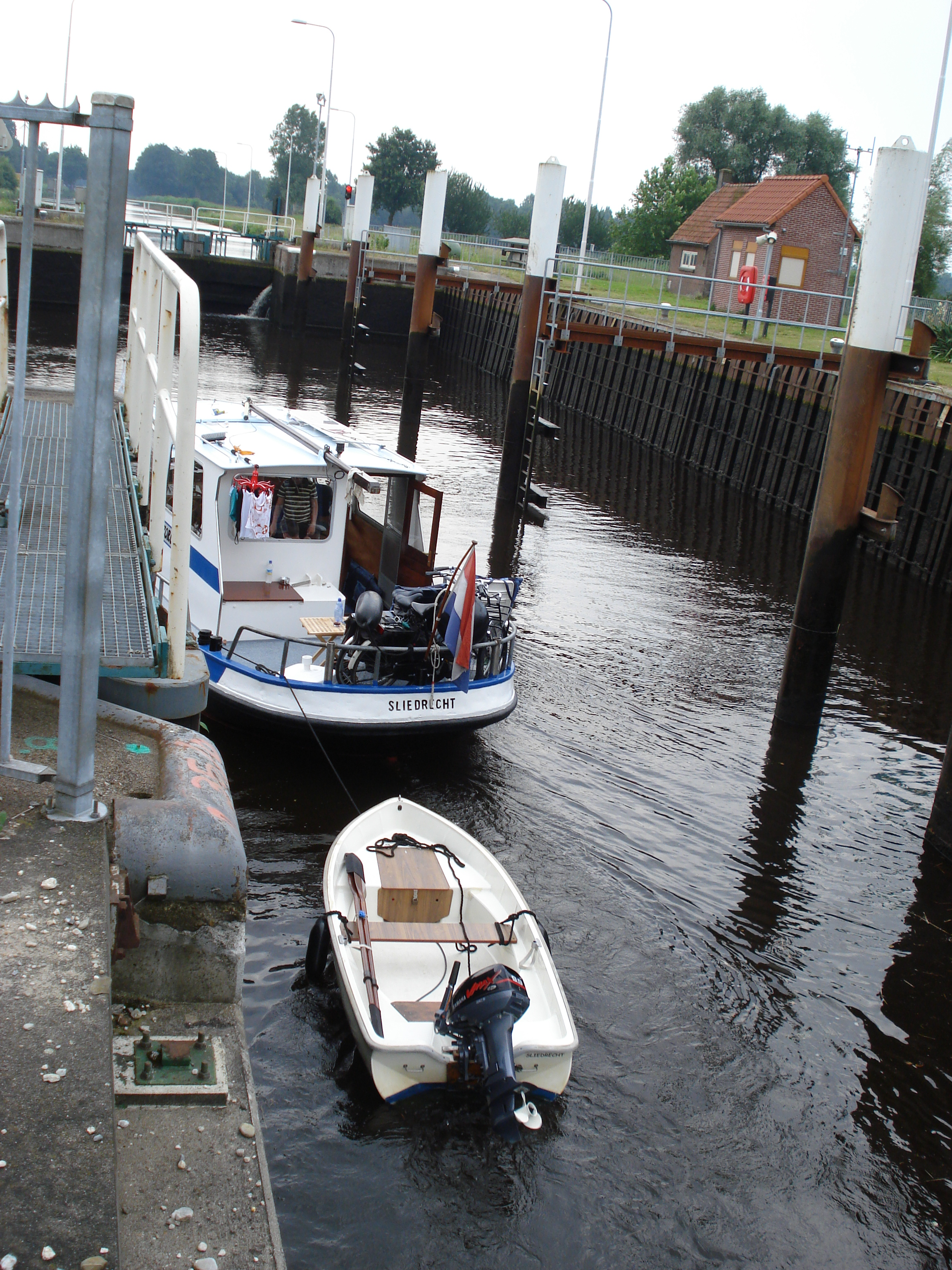
Шлюз у селі
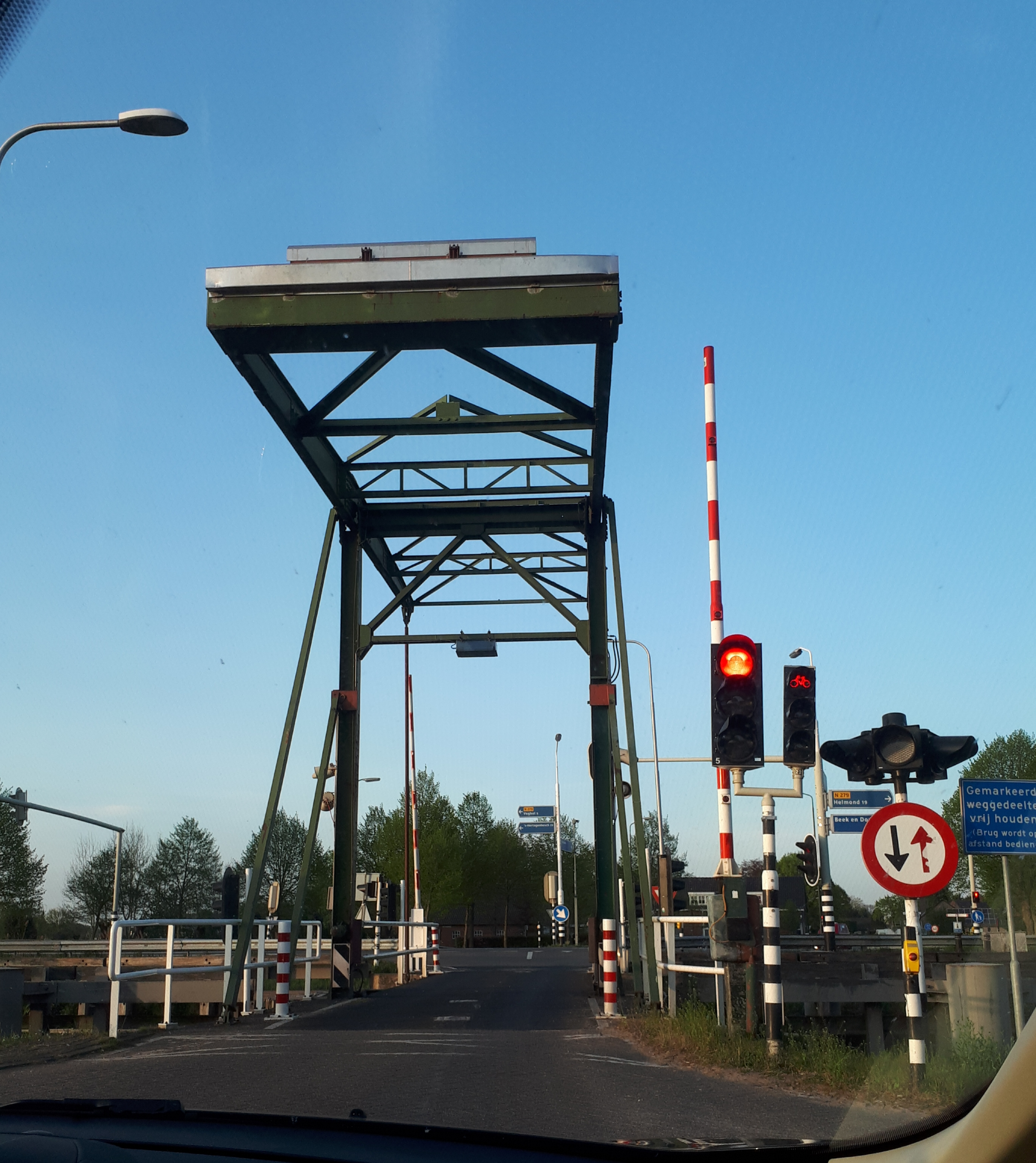
Розвідний міст